# 微山县
微山县是位于山东省济宁市的一个县，因微山湖而得名。微山县位于山东省南部偏西，微山县南边与江苏省徐州市相邻，北边与邹城市、曲阜市相邻，西边与菏泽市相邻，东边与枣庄市相邻。县境西北东南狭长，南北长120公里，东西宽8～30公里，边界总长320公里，总面积1677.3平方公里，其中南四湖面积1266平方公里。縣人民政府駐夏镇街道奎文路38號。

## 行政变迁
1949年12月，中华人民共和国鲁中南行政区党委决定建立湖区办事处，管辖微山湖、独山湖、昭阳湖、南阳湖（合稱南四湖）及沿湖部分村庄，湖区办事处属台枣专区。1950年5月，撤销湖区办事处，其地分属沿湖各县。1952年6月，重建湖区办事处，属滕县专区，1953年，撤销湖区办事处，设立微山县，属济宁专区（1968年5月1日济宁专区改称济宁地区），原属山东省的嘉祥县、鱼台县、薛城县、凫山县、峄县和江苏省沛县的4个镇302个村庄和4个水上渔民乡划属微山县管辖。
1956年3月，撤销凫山县、薛城县，将原属两县的22个乡划归微山县管辖。7月11日，经国务院批准，微山县韩庄区的3个乡划归江苏省铜山县管辖。9月11日，微山县将77个村庄划归滕县，同时峄县将6个村庄划归微山县。1957年3月21日，滕县的峦谷堆、前留庄、后留庄划归微山县管辖。1958年12月16日，济宁县马坡公社的58个自然村、滕县的建华公社及洛房乡的7个村、滕县的灯塔公社划归微山县。1960年1月17日，微山县将辛店、辛闸、孙庄、杨庄、田庄5个村，划归济宁县南阳湖农场。7月，枣庄市的34个自然村划归微山县。1984年8月，经国务院批准，江苏省沛县的14个村庄划归微山县，分设两个乡。1983年8月30日，经国务院批准，撤销济宁地区，济宁市升格为省辖地级市，微山县属济宁市。

## 行政区划
微山县下辖3个街道办事处、11个镇、1个乡：
夏镇街道、昭阳街道、傅村街道、韩庄镇、欢城镇、南阳镇、鲁桥镇、留庄镇、两城镇、马坡镇、赵庙镇、张楼镇、微山岛镇、西平镇和高楼乡。

## 人口
根據2020年第七次全国人口普查數據，微山縣常住人口為613421人，與2010年第六次全國人口普查633357人相比，十年共減少19936人，下降3.15%。全縣共有家庭户201612户，集體户12245户，家庭户人口為569030人，集體户人口為44391人。

## 地理
微山县地处暖温带，四季分明，气候主要受季风环境影响，微山湖湖区年平均气温14.3℃，陆地年平均气温13.8℃，年平均无霜期208天，年平均降水量684毫米，年空气质量优良天数335天。淡水储量36亿立方米，占全省的45%。微山资源丰富，煤炭已探明储量127亿吨，埋藏浅、煤层厚，大多为优质气煤、肥煤，因为微山县是中国重点煤炭基地之一。稀土已探明储量1275万吨，位于郗山，具有含磷、铁等杂质少、品位高、冶炼工艺简单等优点，是中国唯一发现的典型氟碳铈澜矿资源，致使微山县成为中国第二大稀土产地，此外还有大量的石灰岩、煤矸石、黄沙等资源。微山湖水质肥沃，物产丰富，属富营养型湖泊，资源量居中国同类大型湖泊之首，有鱼虾、鳖、蟹等鱼类共78种，其中以“四鼻孔鲤鱼”、“中华鳖”、“中华绒螫蟹”、“中华圆田螺”、“中华新米虾”、“中华小长臂虾”闻名；芦苇、菰江草、莲藕、菱米、芡实等水生经济植物103种；野鸭、水鸡、天鹅等禽类鸟类205种，其中以“微山麻鸭”闻名；浮游动植物364种。
在交通上，京沪铁路、京福高速公路、104国道、京杭运河（三级航道）途经微山县。
2018年，微山县常住人口为64.56万人。

## 经济
微山县产业以煤炭焦电、船艇制造、生物医药、渔湖产品加工、现代旅游服务业及战略性新兴产业为主，其中船艇制造业入选“山东省十大产业集群”，被中国国防科工委指定为中国内河船艇制造基地。渔湖产品加工业被评为“山东省十大高效农业聚集园区”。新能源、新材料、新医药等战略性新兴产业企业已发展到44家，因此微山县被评为“中国新能源产业百强县”、“中国产业发展能力百强县”、“中国战略性新兴产业最具竞争力县（市、区）20强”。
2018年，微山县的地区生产总值为483.39亿元人民币，城镇居民人均可支配收入30901元人民币，农村居民人均可支配收入15637元人民币。

## 边界纠纷
微山县与江苏省沛县有边界纠纷。纠纷源于清咸丰元年（1851年）、五年（1855年）黄河两次决口，洪水退后，微山湖沿湖地带形成湖滩淤地，山东省西南灾民进入江苏省开垦，持械自卫，与江苏省当地群众争种湖田发生多次械斗伤亡事件。1865年，曾国藩通过骑马划边为界稳定双方的矛盾，但清末、民国时期，双方的湖田纠纷也没有完全停息。1953年，江苏人民政府成立，由于徐州被重新划归江苏，山东和江苏对边界做了协商，两省边界基本上以“湖田为界”，除西岸部分沿湖村落，水域部分划为山东，陆地属江苏。1958年以前，两省沿湖群众尚能遵守两省协议和按照历史习惯，以卫河（微山内一条深水河道）为界经营湖田湖产，基本没有发生大的纠纷，但在1958年，山东未经江苏协商同意，在微山湖拦湖兴建二级坝，把完整的水系分割成上、下级湖，为了争夺下级湖的湖田湖产和水资源，双方开始发生纠纷和械斗。国家有关部门曾多次派出工作组前往调解，但微山湖地区始终未能平静。
2003年后，随着经济的发展，经济来源多元化，对湖田依赖降低，微山湖地区矛盾逐渐缓解。2003年6月，沛县大屯镇和微山县傅村镇划定了生产界线。2003年7月，山东江苏两市六县召开微山湖地区稳定工作第一次联席会议。2004年8月，沛县与微山县缔结为友好县。济宁市和徐州市签订《关于联防联调共同维护边界地区社会稳定的协议》，成立落实稳定协议的领导小组。2005年初，济宁市和徐州市召开第五次地区维护稳定会议，专门就湖区纠纷死亡人员尸体处理进行协商，最终双方决定互不追究，在2005年5月底前火化遗留尸体，各县乡财政出资抚恤死者亲属。